# ستاثموس موريون (كيلكيس)
ستاثموس موريون (Σταθμός Μουριών) هي قرية شبه جبلية تابعة لوحدة كيلكيس الإقليمية على ارتفاع 180 مترًا.

## الجغرافيا والتاريخ
تقع ستاثموس موريون (أو محطة موريا) على حدود اليونان مع مقدونيا الشمالية، شمال شرق بحيرة دويراني. تم بناؤها بجوار الطريق الوطني ثيسالونيكي - دويراني، بين بلدتي ألكساندرا وأغيا باراسكيفي. تبعد 35 كم شمالاً عن كيلكيس و 80 كم شمالاً عن ثيسالونيكي. كان الاسم القديم للقرية في العهد التركي سيديرودروميكوس ستاثموس أكينتزالي (محطة سكة حديد أكينتزالي) وبهذا الاسم تم ذكرها رسميًا في عام 1919 ليتم ضمها إلى كومونة أكينتزالي (مورييس) آنذاك. تم تغيير اسمها إلى محطة سكة حديد موريون في عام 1926 وأطلق عليها اسم محطة موريون في عام 1951. وفقًا لبرنامج كاليكراتيس، فهي تشكل مع الكسندرا كومونة محطة موريا، التي تنتمي إلى الوحدة البلدية موريا التابعة لبلدية كيلكيس والتي يبلغ عدد سكانها 1,040 نسمة وفقًا لإحصاء 2011. 